# 和田正信
和田 正信（わだ まさのぶ）は、安土桃山時代から江戸時代にかけての武将。備前国岡山藩家老。

## 出自
近江和田氏は清和源氏・源経基の子・満政の末裔。近江国甲賀郡和田谷を領してきた。

## 略歴
文禄元年（1592年）、父・和田信維の死去に伴い、和田家を継ぐ。池田輝政に仕え、慶長5年（1600年）8月の岐阜城攻めの軍勢に加わり、戦功を為した。関ヶ原の戦い後、主君の池田輝政が52万石を領して播磨国姫路城主となると家禄4600石が与えられた。慶長8年（1603年）、幼い池田忠継に従って備前岡山に移ると、家老に取り立てられ政務を執った。
元和2年（1616年）、死去。
没年については『因府年表』を参考にしたが、これには異説も存在しており、『鳥取藩史』着座家伝には寛永元年（1624年）に没したとある。正信には実子がいなかったため、荒尾成房三男・三正を養子として家督を継がせた。